# The Union (film, 2024)
Pour les articles homonymes, voir The Union.
Pour plus de détails, voir Fiche technique et Distribution.
The Union est une comédie d'espionnage américaine réalisée par Julian Farino et sortie en 2024. Le film est diffusé en exclusivité sur Netflix.

## Synopsis
Mike McKenna est un ouvrier du bâtiment vivant dans le New Jersey. Un soir dans un bar, il retrouve Roxanne Hall, sa petite amie du lycée. Cette dernière va le faire entrer dans le monde des espions et le faire travailler pour le compte du gouvernement.

## Fiche technique
Sauf indication contraire, les informations mentionnées dans cette section peuvent être confirmées par la base de données cinématographiques IMDb,  présente dans la section « Liens externes ».
- Titre original : The Union
- Titre de travail : Our Man from Jersey
- Réalisation : Julian Farino
- Scénario : Joe Barton et David Guggenheim, d'après une histoire de David Guggenheim
- Musique : Rupert Gregson-Williams
- Décors :  Morgan Kennedy
- Costumes :  Beatrix Aruna Pasztor
- Photographie : Alan Stewart
- Montage : Paul Rubell
- Production : Stephen Levinson, Mark Wahlberg et Jeff G. Waxman
- Production déléguée : Jennifer Madeloff
- Sociétés de production : Closest to the Hole Productions et Municipal Pictures
- Société de distribution : Netflix
- Pays de production :  États-Unis
- Langue originale : anglais
- Format : couleur
- Genre : comédie, action, thriller, espionnage
- Durée : 107 minutes
- Date de sortie[1] : 16 aout 2024 sur Netflix
- Classification[2] :
  - États-Unis : PG-13

## Distribution
- Mark Wahlberg (VF : Bruno Choël) : Michael « Mike » McKenna
- Halle Berry (VF : Annie Milon) : Roxanne Hall
- Mike Colter (VF : Eilias Changuel) : Nick Faraday
- J. K. Simmons (VF : Jean Barney) : Tom Brennan
- Jackie Earle Haley (VF : Vincent Violette) : le contremaître
- Adewale Akinnuoye-Agbaje (VF : Frantz Confiac) : Frank Preiffer
- Alice Lee (VF : Joséphine Ropion) : Athena Kim
- Jessica De Gouw (VF : Victoria Grosbois) : Juliet Quinn
- Stephen Campbell Moore : Cameron Foster
- Dana Delany (VF : Marine Jolivet) : Nicole
- Lorraine Bracco (VF : Cathy Cerdà) : Lorraine McKenna
- James McNemamin : Rick Head

## Production

### Genèse, développement et attribution des rôles
En mai 2020, il est annoncé que Netflix a acquis les droits d'un pitch intitulé Our Man from Jersey avec Mark Wahlberg dans le rôle principal. Joe Barton et David Guggenheim sont chargés d'écrire le script. En mars 2021, Halle Berry est annoncée dans le rôle féminin principal. En mai 2022, J. K. Simmons, Jackie Earle Haley, Adewale Akinnuoye-Agbaje, Jessica De Gouw ou encore Alice Lee sont également annoncés.

### Tournage
Le tournage débute en mars 2022. Il se déroule à Londres, dans le New Jersey et à Piran, en Slovénie. La production fait parler d'elle pour diverses nuisances dans le quartier de Fitzrovia à Londres. En septembre 2022, des scènes sont tournées à Trieste, en Italie.

## Sortie
Le film est diffusé sur Netflix à partir du 16 août 2024.